# Counozouls
Counozouls  (en occitan Conòsols ) est une commune française, située dans le Sud-Ouest du département de l'Aude en région Occitanie.
Sur le plan historique et culturel, la commune fait partie du Fenouillèdes, sur un plateau situé entre 990 et 1310 mètres d'altitude fortement boisé. Exposée à un climat de montagne, elle est drainée par l'Aiguette, le ruisseau de Bailleurs, le ruisseau de Roquefort et par divers autres petits cours d'eau. La commune possède un patrimoine naturel remarquable : trois sites Natura 2000 (le « pays de Sault », le « massif de Madres-Coronat » et la « haute Vallée de l'Aude et Bassin de l'Aiguette ») et sept zones naturelles d'intérêt écologique, faunistique et floristique.
Counozouls est une commune rurale qui compte 56 habitants en 2022, après avoir connu un pic de population de 522 habitants en 1851. Ses habitants sont appelés les Counouzals ou  Counouzales.

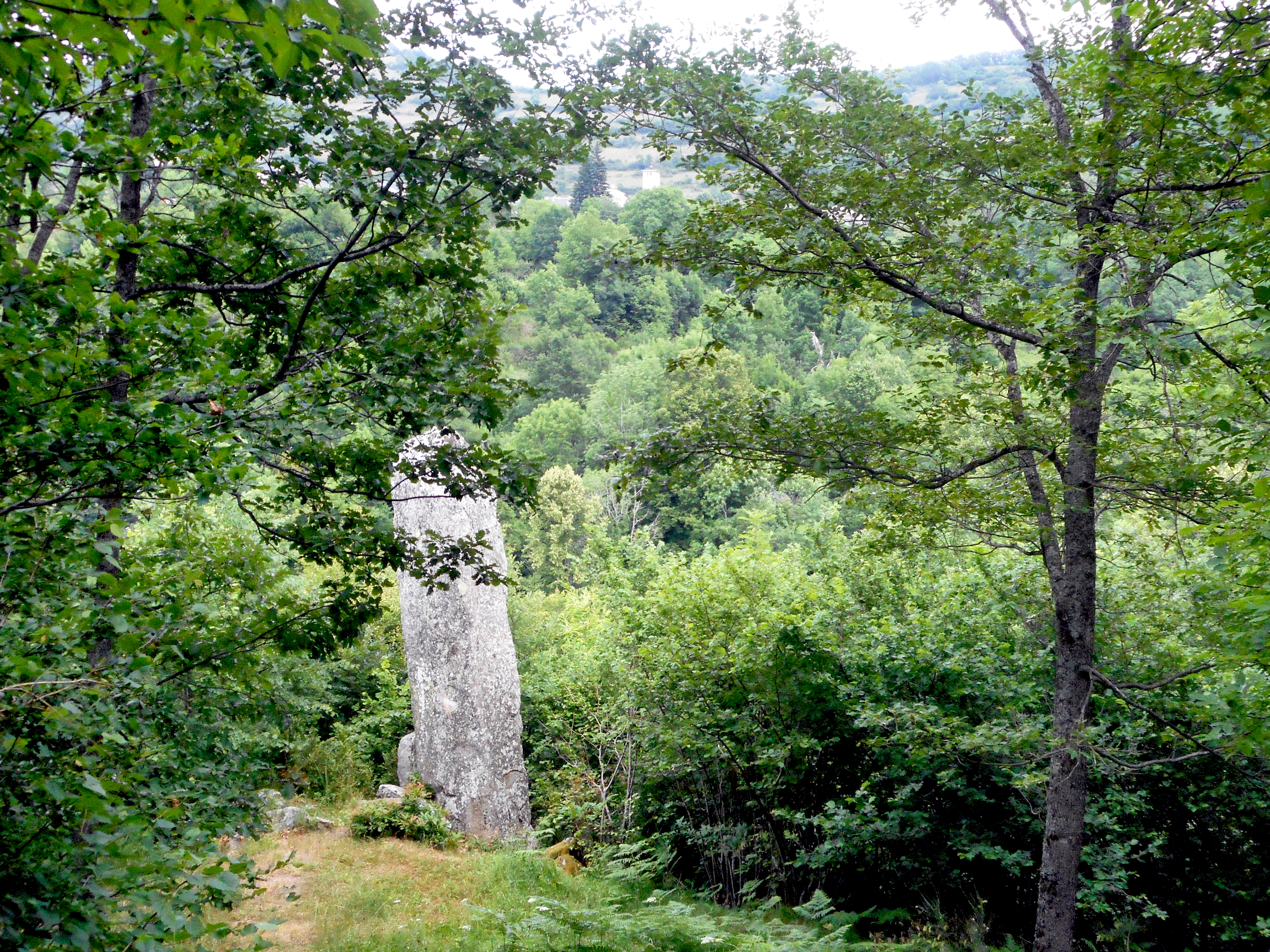
Grand menhir de Counozouls.

## Géographie

### Localisation
Counozouls est située dans les Pyrénées au-dessus de la vallée de l'Aiguette au pied du pic Dourmidou dans le sud du département de l'Aude.
Le village est situé à vol d'oiseau à 53,9 km à l'ouest de Perpignan et 54,8 km au sud de Carcassonne.

### Communes limitrophes
| Roquefort-de-Sault | Sainte-Colombe-sur-Guette    |                                            |
| Le Bousquet        | Counozouls                   | Montfort-sur-Boulzane (par un quadripoint) |
|                    | Mosset (Pyrénées-Orientales) |                                            |

### Géologie et relief
Counozouls se situe en zone de sismicité 3 (sismicité modérée).

### Hydrographie
La commune est dans la région hydrographique « Côtiers méditerranéens », au sein du bassin hydrographique Rhône-Méditerranée-Corse. Elle est drainée par l'Aiguette, le ruisseau de Bailleurs, le ruisseau de Roquefort, le ruisseau de Caychal, le ruisseau de Lapazeuil, le ruisseau de l'Orri, le ruisseau du Bac, le ruisseau du Bécaud, le ruisseau du Courtalet et le ruisseau Rialtort, qui constituent un réseau hydrographique de 24 km de longueur totale,.
L'Aiguette, d'une longueur totale de 20,19 km, prend sa source dans la commune du Bousquet et s'écoule vers le sud. Elle traverse la commune et se jette dans l'Aude à Artigues, après avoir traversé 5 communes.

### Climat
Pour des articles plus généraux, voir Climat de l'Occitanie et Climat de l'Aude.
En 2010, le climat de la commune est de type climat des marges montargnardes, selon une étude s'appuyant sur une série de données couvrant la période 1971-2000. En 2020, Météo-France publie une typologie des climats de la France métropolitaine dans laquelle la commune est exposée à un climat de montagne ou de marges de montagne et est dans la région climatique Pyrénées orientales, caractérisée par une faible pluviométrie, un très bon ensoleillement (2 600 h/an), un air sec, particulièrement en hiver et peu de brouillards.
Pour la période 1971-2000, la température annuelle moyenne est de 10 °C, avec  une amplitude thermique annuelle de 14,5 °C. Le cumul annuel moyen de précipitations est de 888 mm, avec 8,3 jours de précipitations en janvier et 5,9 jours en juillet. Pour la période 1991-2020 la température moyenne annuelle observée sur la station météorologique la plus proche, située sur la commune de Granès à 18 km à vol d'oiseau, est de 13,5 °C et le cumul annuel moyen de précipitations est de 724,6 mm,. Pour l'avenir, les paramètres climatiques de la commune estimés pour 2050 selon différents scénarios d’émission de gaz à effet de serre sont consultables sur un site dédié publié par Météo-France en novembre 2022.

## Toponymie
Conosalium (1367), Locus de Conosolio (1427), Conosols(1594)
Ce nom serait d'origine gauloise, composé à partir du radical de nom propre "conno",  signifiant probablement raison et de Suli, thème de nom de divinité assimilée à Minerve. On trouve dans l'Aude plusieurs toponymes de ce type : Artozouls, Limouzouls, Binozouls.

### Milieux naturels et biodiversité

#### Réseau Natura 2000

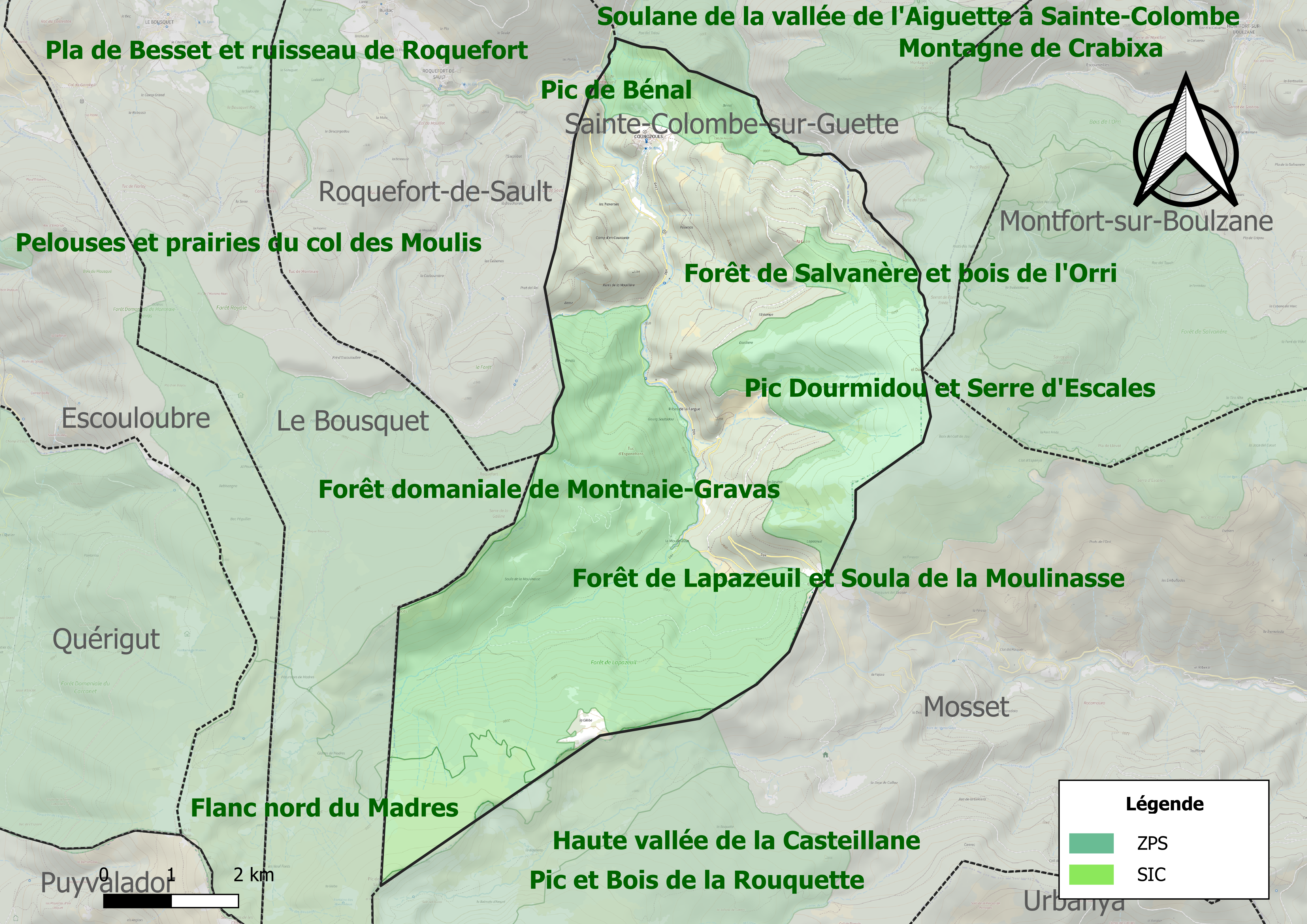
Sites Natura 2000 sur le territoire communal.

Le réseau Natura 2000 est un réseau écologique européen de sites naturels d'intérêt écologique élaboré à partir des directives habitats et oiseaux, constitué de zones spéciales de conservation (ZSC) et de zones de protection spéciale (ZPS). Deux sites Natura 2000 ont été définis sur la commune au titre de la directive habitats :
- le « massif de Madres-Coronat », d'une superficie de 21 363 ha, offrant une multitude de faciès de végétation avec aussi bien des garrigues supra-méditerranéennes, des pinèdes à Pin sylvestre ou à Pin à crochet, que des hêtraies pures ou des hêtraies-sapinières, des landes à Genêt purgatif ou à Rhododendron, ou encore des pelouses alpines[17] ;
- la « haute Vallée de l'Aude et Bassin de l'Aiguette », d'une superficie de 17 055 ha, particulièrement intéressant pour ses milieux aquatiques. Il comprend des populations de Desmans des Pyrénées, Barbeau méridional, d'Écrevisse à pattes blanches ainsi que des chabots[18] ;

et un au titre de la directive oiseaux : 
- le « pays de Sault », d'une superficie de 71 499 ha, présentant une grande diversité d'habitats pour les oiseaux. On y rencontre donc aussi bien les diverses espèces de rapaces rupestres, en particulier les vautours dont les populations sont en augmentation, que les passereaux des milieux ouverts (bruant ortolan, alouette lulu) et des espèces forestières comme le pic noir[19].

#### Zones naturelles d'intérêt écologique, faunistique et floristique
L’inventaire des zones naturelles d'intérêt écologique, faunistique et floristique (ZNIEFF) a pour objectif de réaliser une couverture des zones les plus intéressantes sur le plan écologique, essentiellement dans la perspective d’améliorer la connaissance du patrimoine naturel national et de fournir aux différents décideurs un outil d’aide à la prise en compte de l’environnement dans l’aménagement du territoire. Cinq ZNIEFF de type 1 sont recensées sur la commune :
- le « flanc nord du Madres » (664 ha), couvrant 4 communes dont 3 dans l'Aude et 1 dans les Pyrénées-Orientales[21] ;
- la « forêt de Lapazeuil et Soula de la Moulinasse » (1 276 ha), couvrant 2 communes du département[22] ;
- la « Haute vallée de la Casteillane » (391 ha), couvrant 2 communes dont 1 dans l'Aude et 1 dans les Pyrénées-Orientales[23] ;
- le « pic de Bénal » (261 ha), couvrant 3 communes du département[24] ;
- le « pic Dourmidou et Serre d'Escales » (1 248 ha), couvrant 4 communes dont 3 dans l'Aude et 1 dans les Pyrénées-Orientales[25] ;

et deux ZNIEFF de type 2, : 
- le « massif du Dourmidou et Forêt de Salvanère » (5 368 ha), couvrant 5 communes dont 3 dans l'Aude et 2 dans les Pyrénées-Orientales[26] ;
- le « massif du Madres » (8 031 ha), couvrant 10 communes dont 4 dans l'Aude et 6 dans les Pyrénées-Orientales[27].

Carte des ZNIEFF de type 1 et 2 à Counozouls.
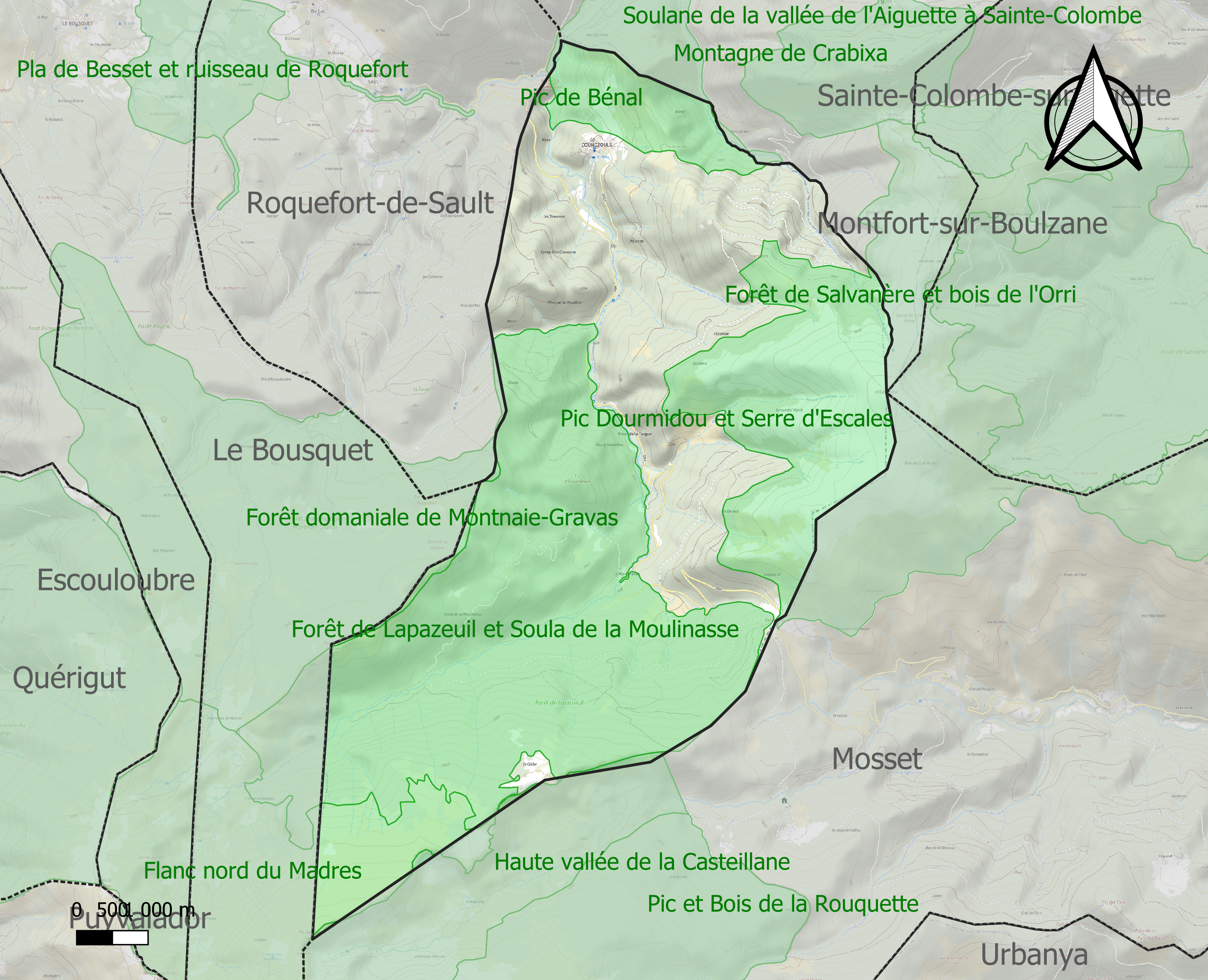
Carte des ZNIEFF de type 1 sur la commune.
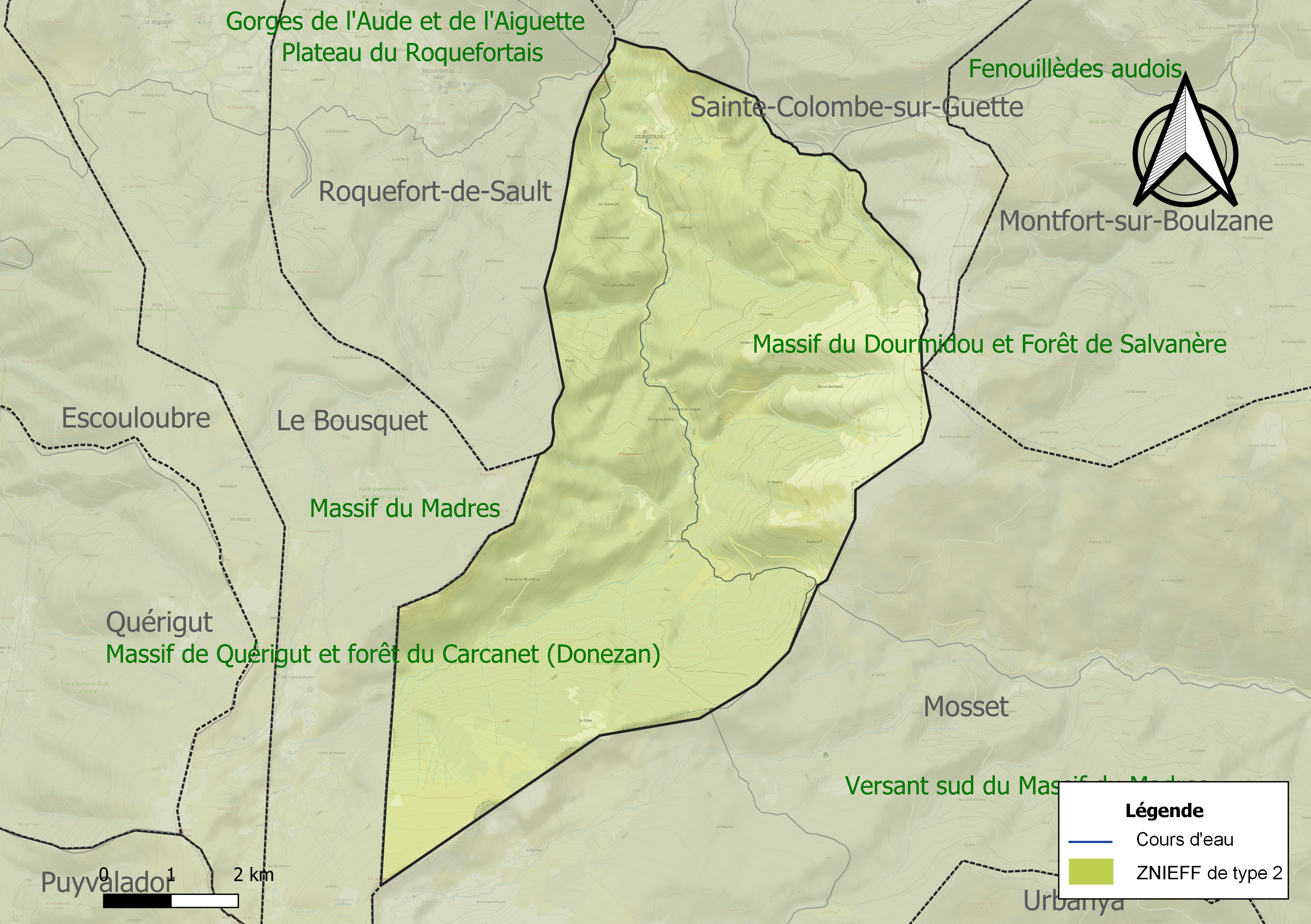
Carte des ZNIEFF de type 2 sur la commune.

## Urbanisme

### Typologie
Au 1er janvier 2024, Counozouls est catégorisée commune rurale à habitat très dispersé, selon la nouvelle grille communale de densité à 7 niveaux définie par l'Insee en 2022.
Elle est située hors unité urbaine et hors attraction des villes,.

### Occupation des sols
L'occupation des sols de la commune, telle qu'elle ressort de la base de données européenne d’occupation biophysique des sols Corine Land Cover (CLC), est marquée par l'importance des forêts et milieux semi-naturels (100 % en 2018), une proportion identique à celle de 1990 (100 %). La répartition détaillée en 2018 est la suivante : forêts (75,4 %), milieux à végétation arbustive et/ou herbacée (24,6 %). L'évolution de l’occupation des sols de la commune et de ses infrastructures peut être observée sur les différentes représentations cartographiques du territoire : la carte de Cassini (XVIIIe siècle), la carte d'état-major (1820-1866) et les cartes ou photos aériennes de l'IGN pour la période actuelle (1950 à aujourd'hui).

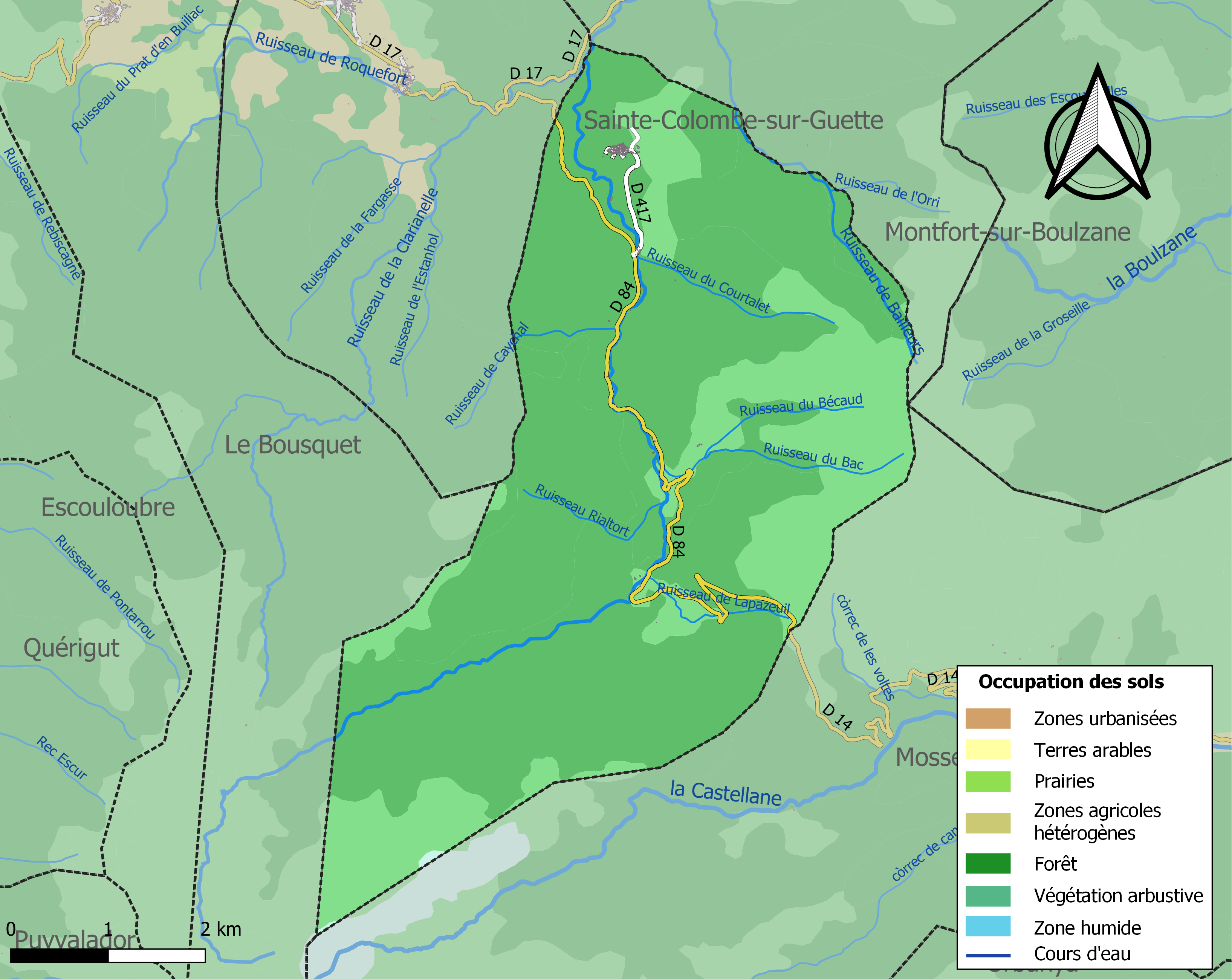
Carte des infrastructures et de l'occupation des sols de la commune en 2018 (CLC).

### Voies de communication et transports
La RD 84 conduit au col de Jau (1 506 m) puis au-delà, par la RD 14, à Mosset et dans la vallée de la Castellane (Pyrénées-Orientales).

### Risques majeurs
Le territoire de la commune de Counozouls est vulnérable à différents aléas naturels : météorologiques (tempête, orage, neige, grand froid, canicule ou sécheresse) et séisme (sismicité modérée). Il est également exposé à un risque particulier : le risque de radon. Un site publié par le BRGM permet d'évaluer simplement et rapidement les risques d'un bien localisé soit par son adresse soit par le numéro de sa parcelle.

#### Risques naturels

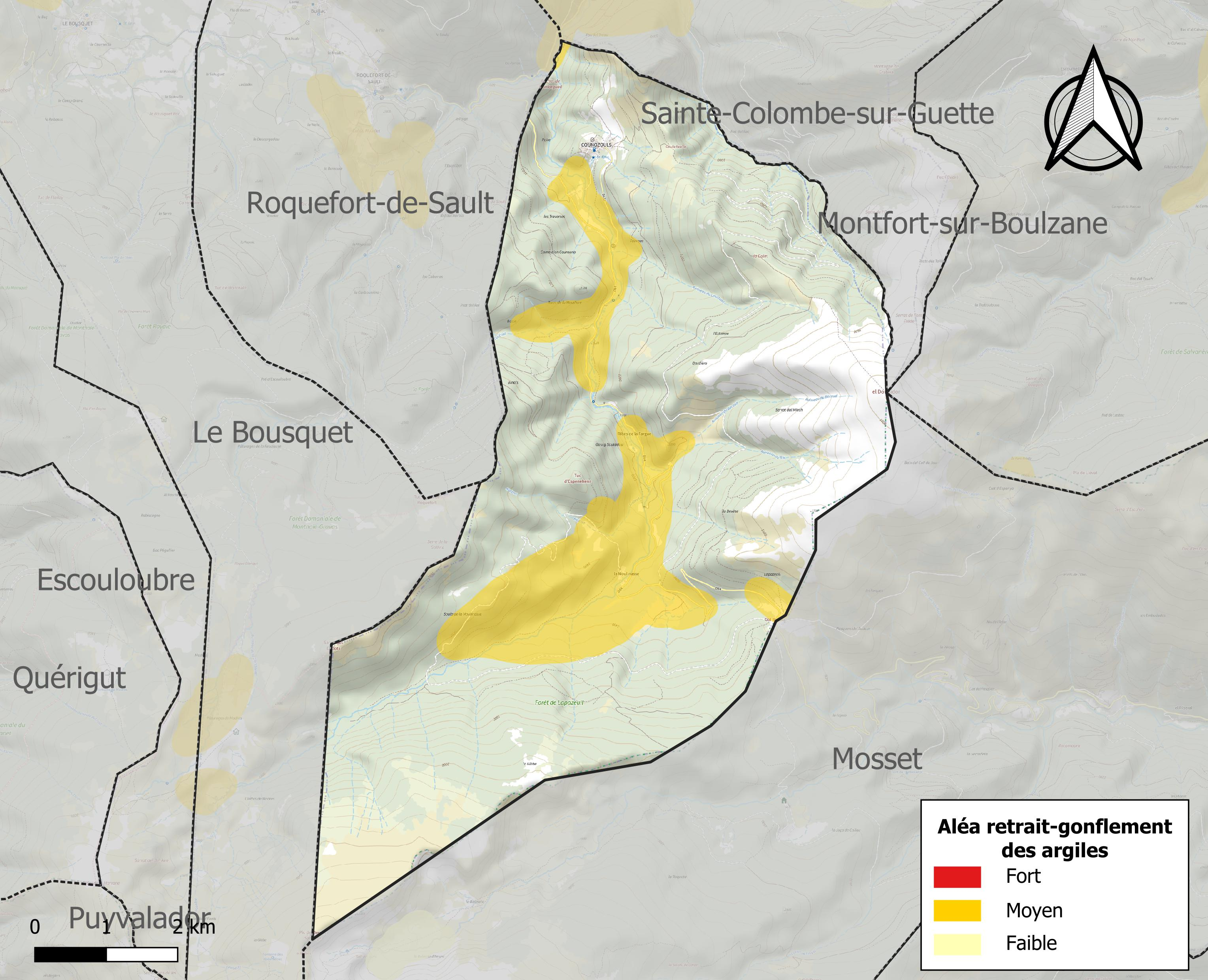
Carte des zones d'aléa retrait-gonflement des sols argileux de Counozouls.

Le retrait-gonflement des sols argileux est susceptible d'engendrer des dommages importants aux bâtiments en cas d’alternance de périodes de sécheresse et de pluie. 16,6 % de la superficie communale est en aléa moyen ou fort (75,2 % au niveau départemental et 48,5 % au niveau national). Sur les 146 bâtiments dénombrés sur la commune en 2019, 13 sont en aléa moyen ou fort, soit 9 %, à comparer aux 94 % au niveau départemental et 54 % au niveau national. Une cartographie de l'exposition du territoire national au retrait gonflement des sols argileux est disponible sur le site du BRGM,.

#### Risque particulier
Dans plusieurs parties du territoire national, le radon, accumulé dans certains logements ou autres locaux, peut constituer une source significative d’exposition de la population aux rayonnements ionisants. Certaines communes du département sont concernées par le risque radon à un niveau plus ou moins élevé. Selon la classification de 2018, la commune de Counozouls est classée en zone 3, à savoir zone à potentiel radon significatif.

## Histoire
La première mention de Counozouls date  de 921 lorsqu'un certain Fredolin fait une donation de terres à l'abbaye de Saint-Martin-Lys. Counouzouls fait lors partie de la vicomté de Fenouillèdes.

## Politique et administration

### Découpage territorial
La commune de Counozouls est membre de la communauté de communes des Pyrénées audoises , un établissement public de coopération intercommunale (EPCI) à fiscalité propre créé le 30 mai 2013 dont le siège est à Quillan. Ce dernier est par ailleurs membre d'autres groupements intercommunaux.
Sur le plan administratif, elle est rattachée à l'arrondissement de Limoux, au département de l'Aude, en tant que circonscription administrative de l'État, et à la région Occitanie.
Sur le plan électoral, elle dépend du canton de la Haute-Vallée de l'Aude pour l'élection des conseillers départementaux, depuis le redécoupage cantonal de 2014 entré en vigueur en 2015, et de la troisième circonscription de l'Aude  pour les élections législatives, depuis le redécoupage électoral de 1986.

### Liste des maires
| Période                                  | Période  | Identité              | Étiquette | Qualité |
| ---------------------------------------- | -------- | --------------------- | --------- | ------- |
| 1900                                     | 1904     | Jean Baptiste Authier |           |         |
| 1904                                     | 1908     | Constantin Pouchairet |           |         |
| 1908                                     | 1912     | François Canal        |           |         |
| 1912                                     | 1920     | Jean Baptiste Vidal   |           |         |
| 1920                                     | 1925     | Adolphe Esparre       |           |         |
| 1925                                     | 1929     | Camille Verdié        |           |         |
| 1929                                     | 1935     | Adolphe Talut         |           |         |
| 1935                                     | 1947     | Sylvain Vidal         |           |         |
| 1947                                     | 1953     | Camille Bousquet      |           |         |
| 1953                                     | 1971     | Alexandre Raynaud     |           |         |
| 1971                                     | 1994     | Jean Armand Esparre   |           |         |
| 1994                                     | 1995     | François Pesqué       |           |         |
| 1995                                     | 1996     | Fernand Talut         |           |         |
| 1996                                     | 2001     | Michel Grosselle      |           |         |
| 2001                                     | 2020     | Madeleine Bergès      |           |         |
| 2020                                     | en cours | Patrick de Boissieu   |           |         |
| Les données manquantes sont à compléter. |          |                       |           |         |

## Démographie

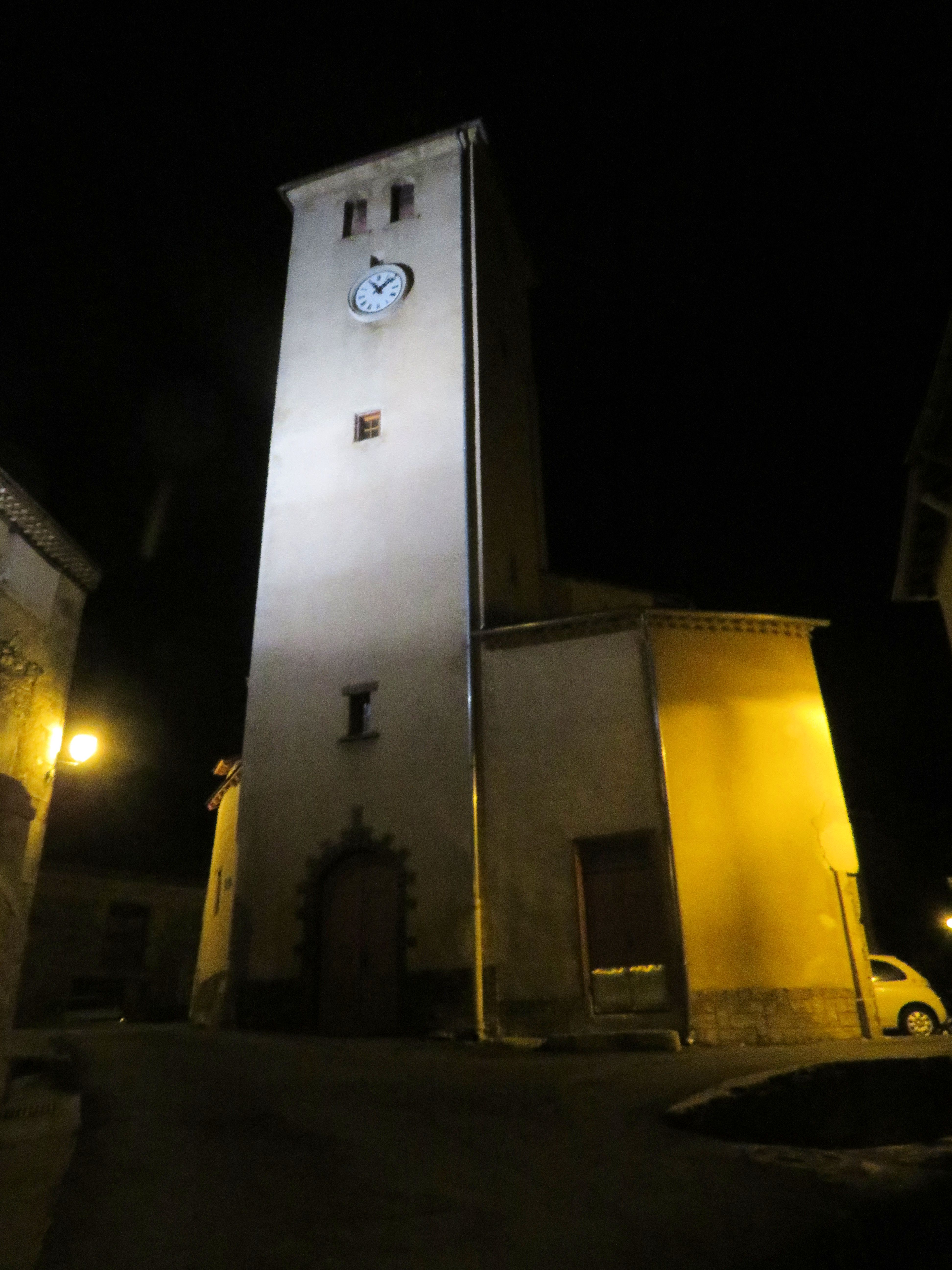
Église Saint-Valentin de Counozouls.

L'évolution du nombre d'habitants est connue à travers les recensements de la population effectués dans la commune depuis 1793. Pour les communes de moins de 10 000 habitants, une enquête de recensement portant sur toute la population est réalisée tous les cinq ans, les populations de référence des années intermédiaires étant quant à elles estimées par interpolation ou extrapolation. Pour la commune, le premier recensement exhaustif entrant dans le cadre du nouveau dispositif a été réalisé en 2006.

En 2022, la commune comptait 56 habitants, en évolution de +19,15 % par rapport à 2016 (Aude : +2,65 %, France hors Mayotte : +2,11 %).
| 1793 | 1800 | 1806 | 1821 | 1831 | 1836 | 1841 | 1846 | 1851 |
| ---- | ---- | ---- | ---- | ---- | ---- | ---- | ---- | ---- |
| 330  | 292  | 358  | 368  | 415  | 452  | 453  | 488  | 522  |

| 1856 | 1861 | 1866 | 1872 | 1876 | 1881 | 1886 | 1891 | 1896 |
| ---- | ---- | ---- | ---- | ---- | ---- | ---- | ---- | ---- |
| 459  | 452  | 472  | 459  | 474  | 463  | 455  | 453  | 441  |

| 1901 | 1906 | 1911 | 1921 | 1926 | 1931 | 1936 | 1946 | 1954 |
| ---- | ---- | ---- | ---- | ---- | ---- | ---- | ---- | ---- |
| 418  | 408  | 390  | 314  | 276  | 250  | 214  | 176  | 170  |

| 1962 | 1968 | 1975 | 1982 | 1990 | 1999 | 2006 | 2011 | 2016 |
| ---- | ---- | ---- | ---- | ---- | ---- | ---- | ---- | ---- |
| 102  | 78   | 65   | 55   | 52   | 41   | 46   | 45   | 47   |

| 2021 | 2022 | - | - | - | - | - | - | - |
| ---- | ---- | - | - | - | - | - | - | - |
| 54   | 56   | - | - | - | - | - | - | - |

## Économie

### Emploi
| Division       | 2008   | 2013   | 2018   |
| -------------- | ------ | ------ | ------ |
| Commune        | 0 %    | 0 %    | 26,3 % |
| Département    | 10,2 % | 12,8 % | 12,6 % |
| France entière | 8,3 %  | 10 %   | 10 %   |

En 2018, la population âgée de 15 à 64 ans s'élève à 20 personnes, parmi lesquelles on compte 68,4 % d'actifs (42,1 % ayant un emploi et 26,3 % de chômeurs) et 31,6 % d'inactifs,. En  2018, le taux de chômage communal (au sens du recensement) des 15-64 ans est supérieur à celui du département et de la France, alors qu'en 2008 la situation était inverse.
La commune est hors attraction des villes,. Elle compte 5 emplois en 2018, contre 8 en 2013 et 4 en 2008. Le nombre d'actifs ayant un emploi résidant dans la commune est de 9, soit un indicateur de concentration d'emploi de 55,2 % et un taux d'activité parmi les 15 ans ou plus de 31,1 %.
Sur ces 9 actifs de 15 ans ou plus ayant un emploi, 4 travaillent dans la commune, soit 44 % des habitants. Pour se rendre au travail, 55,6 % des habitants utilisent un véhicule personnel ou de fonction à quatre roues, 44,4 % s'y rendent en deux-roues, à vélo ou à pied et.

### Activités hors agriculture
Deux établissements seulement relevant d’une activité hors champ de l’agriculture sont implantés  à Counozouls au 31 décembre 2019.

### Agriculture
|                                   | 1988 | 2000 | 2010 |
| --------------------------------- | ---- | ---- | ---- |
| Exploitations                     | 3    | 1    | 1    |
| Superficie agricole utilisée (ha) | 141  | 84   | 57   |

La commune fait partie de la petite région agricole dénommée « Pays de Sault ». En 2010, l'orientation technico-économique de l'agriculture  sur la commune est l'élevage d'herbivores hors bovins, caprins et porcins. Une seule  exploitation agricole ayant son siège dans la commune est recensée lors du recensement agricole de 2010 (trois en 1988). La superficie agricole utilisée est de 57 ha.

## Culture locale et patrimoine

### Lieux et monuments
- Les menhirs, dont le grand menhir de Counozouls mesurant 8,90 m pour un poids estimé à 50 tonnes[46].
- Église Saint-Valentin de Counozouls.
- Col de Jau.
- Cascades de l'Ayguette, sont inscrites au titre des sites naturels depuis 1946[47].

### Héraldique
| Blason de Counozouls | Blason  | De gueules au crampon d'or.                      |
| Blason de Counozouls | Détails | Le statut officiel du blason reste à déterminer. |